# Familie (verwanten)
Familie is de groep personen waarmee men direct of indirect door middel van één of meer ouder-kindrelaties is verbonden.

## Verwantschap
In genealogie, (erf)recht en geneeskunde worden verschillende definities van familiegraden gehanteerd.

### Medisch gebruik van de familiegraden
Familiëgraden spelen een belangrijke rol in de medische wereld. Ze worden gebruikt om de verwantschap tussen familieleden te beoordelen bij genetische tests, erfelijkheidsonderzoek en het identificeren van risicofactoren voor erfelijke aandoeningen. Medische professionals gebruiken familiëgraden om de kans op het overerven van genetische aandoeningen te beoordelen en gepaste medische zorg en begeleiding te bieden aan patiënten en hun familieleden. Het begrijpen van familiëgraden is van vitaal belang bij het bepalen van de juiste behandelplannen en genetische counseling voor patiënten en hun families.

### Genealogie
Iedereen heeft ouders; dit is eerstegraads familie. De andere kinderen van die ouders zijn broers en zussen. Dit zijn tweedegraads verwanten. De ouders van die ouders zijn grootouders, of opa's en oma's. De grootouders worden ook als tweedegraads familie beschouwd.
De kinderen van die grootouders zijn ooms (mannelijk) en tantes (vrouwelijk). Dit is derdegraads familie, omdat er drie stappen tussen zitten: kind → ouder → grootouder → oom (nonkel) of tante.
Degenen met wie ooms en tantes getrouwd zijn, vormen aangetrouwde familie. Hun kinderen zijn neven of nichten, en de beginpersoon is ook een neef (mannelijk) of nicht (vrouwelijk) van dezen. Voor die oom(s) en tante(s) is de beginpersoon ook een neef of nicht.
Zie ook erfopvolging bij versterf.

## Geslacht
Een geslacht is een familie in de loop van de geschiedenis, althans in de mannelijke lijn, en dus in het algemeen met dezelfde achternaam.
Geslachtsgeschiedenis of geslachtskunde beschrijft de ontwikkeling van een familie vanaf haar oudst gedocumenteerde voorvader via haar hoogte- en dieptepunten (van vader op zoon, niet moeder op dochter) tot aan haar huidige telgen, met speciale aandacht voor geboorte- en sterfdata en -plaatsen.

## Huis
Bij de hoge adel spreekt men wel van een Huis, bijvoorbeeld het Huis Habsburg

## Cultureel verschijnsel
Verwantschap berust in beginsel op biologische relaties tussen individuen en groepen. Het is echter meer dan een netwerk van genetische relaties tussen mensen, het is voornamelijk een cultureel en geen biologisch verschijnsel. De cultuur waaruit ons begrip familie stamt is dan met name de Romeinse. Het woord familie komt van het Latijnse familia en dit is op zijn beurt een leenwoord uit het Etruskisch.
Elk individu is verwant aan talloze andere individuen, maar lang niet al deze relaties worden ook sociaal of cultureel erkend. Verwantschap is volgens Peter Kloos daarom een taal waarin de structuur van de samenleving beschreven wordt. Bijna iedere samenleving heeft zijn eigen verwantschapssysteem en binnen de antropologie zijn vele verschillende verwantschapssystemen bestudeerd en beschreven. Er zijn bijvoorbeeld systemen waarbij afstamming niet in de lijn van de vader (patrilineair), zoals in Europa het geval is, maar in de lijn van de moeder wordt gevolgd (matrilineair). Ook het belang van de diverse verwanten verschilt per cultuur. In wat men in de antropologie bijvoorbeeld het Hawaïaanse verwantschapssysteem noemt, worden broers en zussen van de ouders allen vader en moeder genoemd, en de zonen en dochters hiervan worden allen broer en zus genoemd. Hiermee wordt het belang van de familierelatie aangeduid.

## Kinship
Om het verschil tussen verwantschap in biologische zin en het culturele besef van verwantschap aan te geven wordt in de culturele antropologie de Engelse term kinship gebruikt. Kinship is een erkende verwantschap tussen twee of meer individuen. De kin van een bepaalde persoon, in de antropologie meestal aangeduid met de term ego, is die groep van verwanten die deze persoon daadwerkelijk als verwanten beschouwt. Kinship is aldus een relatief begrip dat afhankelijk is van culturele factoren. Voor ieder individu bestaat zijn kin weer uit andere personen.

## Familieschema
Het bovenstaande diagram is een schematische weergave van de familierelaties. 
Aangeduid staat of een benaming onzijdig (O), mannelijk (M), of vrouwelijk (V) is. Er bestaan in het Nederlands geen gangbare onzijdige benaming voor broer/zus, oom/tante, neef/nicht, etc. 
Ruwweg duiden "klein" of "-je" een generatie jonger aan. "groot-", "oud-", "over-", en "bet-" duiden een generatie ouder aan. "Achter-" betekend doorgaans dezelfde generatie maar meer "verwijderd", wat in het diagram overeenkomt met naar rechts bewegen.
Er bestaan veel synoniemen: neefje en oomzegger, nichtje en tantezegger, over-over-groot-ouder en bet-over-groot-ouder, achter-neefje en achter-neef, etc. Dit betekend dat de connectie niet altijd duidelijk is: achter-neef kan de zoon van je neef zijn (dezelfde groot-ouders), maar ook de zoon van je achter-oom zijn (dezelfde over-groot-ouders). 